# Bo Wedenmark
Bo Stellan Wedenmark, född 25 mars 1926 i Göteborg, död där 22 december 2004, var en svensk arkitekt.
Wedenmark, som var son till arkitekt Sven Wedenmark och Karin Mollberg, utexaminerades från högre tekniska läroverket i Göteborg 1947 och från Chalmers tekniska högskola 1953. Han anställdes på HSB:s arkitektkontor i Göteborg 1948 och på Boustedt & Heineman Arkitektkontor AB i Kungälv och Skövde 1952. Han startade eget arkitektkontor i Göteborg 1954, i Kungsbacka 1961 och var stadsarkitekt i bland annat Särö landskommun från 1961.